# Ейлі
Ейлі (кор. 에일리, англ. Ailee), справжнє ім'я: Емі Лі (англ. Amy Lee; корейське ім'я: Лі Є Джін, кор. 이예진, ханча: 李藝眞, англ. Lee Yejin; нар. 30 травня 1989) — корейська співачка, американського походження. Вона підписала контракт з YMC Entertainment в Південній Кореї і Warner Music в Японії.

## Біографія
Емі Лі (англ. Amy Lee) народилася в місті Денвер, штат Колорадо, США. Але виросла у Нью-Джерсі. Навчалась у Palisades Park High School. Закінчила Palisades Park High School і продовжила вивчати комунікацію в Пейському університеті. До свого дебюту у K-Pop Ейлі підписала контракт з американським агентством Muzo Entertainment. У Америці вона була популярною на YouTube та MySpace, де виконувала кавери відомих співачок, зокрема Ріанни, Мераї Кері, Бейонсі, тощо.
До Кореї Ейлі переїхала у 2010 році, де підписала контракт з YMC Entertainment. Брала участь в телешоу Singers and Trainees, де зайняла 1 місце. У лютому 2012 року склався її пісенний дебют з синглом «Heaven». Він зайняв 3 місце у Кореї — як в чарті Gaon, так i в Korea K-Pop Hot 100 журнала «Білборд».

## Дискографія
- 2012: Invitation
- 2013: A's Doll House
- 2014: Magazine
- 2015: VIVID
- 2016: A New Empire

## Цікаві факти
- Ейлі- християнка[6]
- Вона 164,5 метри ростом[6]
- Її улюблений колір рожевий[6]
- Улюблений мультфільм- Попелюшка[6]
- Улюблена їжа- Кальбі (корейське барбекю)[6]